# واکنش یوگی
واکنش یوگی (به انگلیسی: Ugi reaction) یک نام واکنش در شیمی آلی و از نوع واکنش‌های چندجزئی است که طی آن یک کتون (یا آلدهید) با یک آمین، یک ایزوسیانید و یک کربوکسیلیک اسید با یکدیگر واکنش داده و تولید یک بیس-آمید را می‌کند. این واکنش نخستین بار توسط شیمیدان آلمانی ایوار کارل یوگی در سال ۱۹۵۹ کشف و توصیف شد.